# École de gestion et de commerce en France
L’EGC Business School est un réseau d'école supérieures en gestion et commerce, proposant un programme de formation généraliste sur 3 ans, accessible après le baccalauréat. Le réseau comprend 22 campus, répartis sur l’ensemble du territoire français, avec 17 campus en Métropole et 5 en Outre-mer.
L’EGC Business School délivre un bachelor reconnu par l'État, visé par la CEFDG, garantissant ainsi la qualité de la formation. L’école bénéficie également d’accréditations solides telles que VISA, Qualiopi, et Erasmus+, assurant ainsi l’excellence de ses programmes.
Les écoles EGC BS sont gérées par les chambres de commerce et d’industrie (CCI) et visent à répondre aux besoins de compétences des entreprises locales et nationales. Elles offrent une formation adaptée aux enjeux des PME, PMI, et ETI, dans un environnement local, avec un fort ancrage territorial. Cette proximité avec les entreprises permet aux étudiants de bénéficier d’opportunités de stages et de projets collaboratifs.

## Histoire
En 1975, la CCI de Charleville-Mézières a créé le premier établissement d’enseignement supérieur de gestion commerciale avec une offre de formation en 2 ans afin de répondre aux besoins en compétences des entreprises du territoire. Jusqu'en 1984, le réseau s'agrandit pour se composer de 12 écoles. L’évolution des besoins en entreprises, le comportement des étudiants prolongeant leurs études, et l’harmonisation européenne amènent alors le réseau, en réflexion avec la FNEGE (Fondation Nationale pour l’Enseignement de la Gestion) à allonger la durée de la formation à 3 ans. Toutes les CCI adoptent cette modification et mettent aux normes leurs formations entre 1987 et 1990. Elles adoptent ensuite une charte qualité, prennent l’appellation d’Écoles de Gestion et de Commerce (EGC) et se regroupent au sein d’une association créée en 1991.
En 2004 est lancé le premier concours commun afin d’intégrer différentes EGC via le même concours.
Le diplôme délivré par le réseau Bachelor EGC de « Responsable en marketing, commercialisation et  gestion » devient un Titre à niveau II, inscrit au Répertoire national des certifications professionnelles  en 2006.
A partir de 2011, les EGC intègrent progressivement le portail Admission Post-Bac  qui régit les inscriptions des étudiants en 1re année après le Baccalauréat. C'est également à partir de cette période que le nombre de sites diminue rapidement en France, en lien avec la réforme des CCI qui ne permet que très difficilement à ses formations de continuer à exister financièrement.
Depuis 2019, toutes les écoles du réseau sont autorisées à attribuer le Visa de l'État pour ce programme, délivré par le Ministère de l’Enseignement Supérieur et de la Recherche. 
En septembre 2025, l’EGC Business School ouvrira deux nouveaux campus : l'EGC Pays d'Arles et l'EGC Guadeloupe, portant ainsi le nombre total de campus à 22, répartis entre l'Hexagone et l’Outre-mer.

## Formation

Logo du réseau Bachelor EGC Business School

Créées par les Chambres de Commerce et d’Industrie, les écoles de Gestion et de Commerce (EGC) forment aux professions de cadres opérationnels en commerce, gestion, management et commerce international.
Depuis sa création, le réseau compte 28 000 alumni. Chaque année, 2 000 étudiants sont formés et 650 sont diplômés.
Les étudiants peuvent intégrer les écoles du réseau directement après le baccalauréat.
La formation proposée mène à l'obtention du diplôme reconnu par l’État de « Responsable en marketing, commercialisation et gestion », enregistré au Répertoire national des certifications professionnelles à niveau II (bac+3).
Toutes les écoles du réseau offrent un programme d’enseignements opérationnels et certaines proposent de suivre le cursus en alternance. Dans le cadre d’un contrat d’apprentissage, les frais de scolarité sont pris en charge par l’entreprise .
Cette formation est assurée à la fois par des enseignants et par des professionnels en activité.
Enfin, pour valider leur diplôme, les étudiants effectuent un stage en entreprise à la fin de leur cursus. Cette formation en 3 ans est composée de 1 400 heures d’enseignement réparties dans 5 pôles : la culture d’entreprise, le marketing et l’action commerciale, la gestion, le management et le développement personnel, et l’international, avec l'apprentissage de deux langues étrangères.
La première année est consacrée à la découverte des outils de gestion et des principales fonctions de l'entreprise, ainsi qu'à l'acquisition des méthodes de raisonnement et d'organisation. La seconde année laisse place à l'expérimentation, via la maîtrise des savoir-faire dans le domaine commercial et de la gestion des entreprises, mais également des mises en situation grâce aux stages et/ou l'alternance pour des expériences terrain. 
Enfin, la dernière année est consacrée à la maîtrise à travers la conception et mise en œuvre de plans d'action à partir d'une vision stratégique et au développement des capacités d'analyse et de synthèse par l’approfondissement des connaissances et la professionnalisation des modules. Sur une période de trois ans, les étudiants du Bachelor EGC Business School ont l’occasion de se plonger dans le monde professionnel avec 12 mois de stages, chacun portant sur des thématiques différentes.
Les écoles du réseau dispensent des cours de langue en rapport avec les matières enseignées, et un stage à l’étranger est obligatoire pour les étudiants de 2e année.
Les EGC BS utilisent le système européen de transfert des crédits (ECTS) indispensable pour la reconnaissance des diplômes et une équivalence des périodes d’études au niveau européen. Enfin, dans le cadre du programme européen Erasmus, les étudiants ont la possibilité de réaliser une partie de leurs études à l’étranger (accords avec l’Allemagne, l’Australie-Nouvelle-Calédonie, la Chine, l’Espagne, la Grande-Bretagne, la Hongrie, l’Irlande, l’Italie, la Pologne, la Turquie…).

## Admission
Le concours Bachelor EGC BS est une banque d’épreuves écrites (hors Lille et Nouméa qui disposent de leur concours propre).
L'inscription au concours commun du réseau EGC BS s'effectue sur Parcoursup 
Les candidats français ou étrangers, élèves en Terminale (toutes sections), ainsi que les étudiants bacheliers âgés de moins de 23 ans peuvent postuler en 1re année.
Pour entrer directement en 2e année, les candidats doivent préparer ou être titulaires d'un Bac+2 et s’inscrire directement auprès des écoles qui les intéressent.

## Débouchés
Les EGC BS proposent des enseignements de « middle manager » dans les domaines de la gestion, du commerce, du management et du marketing.
À l'issue de leurs études, les diplômés de l’EGC BS exercent divers métiers : attaché commercial, contrôleur de gestion, assistant marketing / chef de produit, mais aussi manager de rayon, chargé de logistique ou conseiller financier. Ils peuvent également poursuivre leurs études.
Ainsi, les anciens du réseau Bachelor EGC Business School travaillent dans 7 grands secteurs : 
- Commerce - vente
- Administration - gestion
- Achat - logistique - distribution
- Banque - assurances
- Marketing
- Direction
- International

## Liste des EGC Business School
Au nombre de 17 en Métropole et 5 en Outremer, elles sont gérées par les chambres de commerce et d’industrie (CCI). Elles sont accessibles en passant le concours "Bachelor des EGC Business School'' et l'ensemble des Campus délivrent un Bachelor visé par l'Etat.
- EGC BS Lille
- EGC BS Saint-Lo
- EGC BS Le Mans
- EGC BS St-Germain-en-Laye
- EGC BS Paris
- EGC BS Sens
- EGC BS Bourg-en-Bresse
- EGC BS Brive
- EGC BS Tarbes
- EGC BS Agen
- EGC BS Arles
- EGC BS Montauban
- EGC BS Rodez
- EGC BS Nimes
- EGC BS Châlon-sur-Saône
- EGC BS Valence
- EGC BS Villefontaine
- EGC BS Martinique
- EGC BS La Réunion
- EGC BS Guyane
- EGC BS Guadeloupe
- EGC BS Nouvelle-Calédonie

## Sources
- Martine Cassan, « Montauban. L'international attire les étudiants de l'EGC », La Dépêche,‎ 20 février 2008 (lire en ligne, consulté le 31 décembre 2023)
- http://www.admission-postbac.fr/index.php?desc=formations&for=ecoleCommerce
- http://www.rncp.cncp.gouv.fr/grand-public/visualisationFiche?format=fr&fiche=4524
- http://www.cci.fr/web/enseignement-superieur/les-autres-ecoles-commercial-et-de-gestion